# Thiago Gentil
Thiago Gentil (São Paulo, 8 de abril de 1980), é um ex-futebolista brasileiro que atuava como atacante. 

## Carreira

### Palmeiras
Foi revelado pelo Palmeiras em 1997. Atacante, fez parte do elenco que conquistou importantes títulos, como a Copa do Brasil de 1998, a Copa Mercosul de 1998 e a Copa Libertadores de 1999.

### Passagem pelo nordeste
Thiago Gentil não teve muita oportunidades de ser titular, e com isso o Palmeiras decidiu emprestá-lo para ele ganhar experiência. Então no ano 2000, ele foi emprestado ao Santa Cruz de Pernambuco.
Em 2001, Thiago trocou o Santa Cruz pelo rival, o Náutico, onde formou dupla com o centroavante Kuki e conquistou o Campeonato Pernambucano de 2001 - campeonato este muito importante para o Náutico pois estava completando o seu Centenário. Esse é um dos títulos mais importantes da carreira de Thiago Gentil. Porém, seis meses depois ele retornou ao Palmeiras.

### Retorno ao Palmeiras
No segundo semestre de 2001, Thiago Gentil voltou para o Palmeiras. Após o primeiro semestre de 2002, onde o Palmeiras estava bem, Thiago Gentil recebeu uma proposta de empréstimo do clube árabe Al-Ittihad e aceitou. Thiago ainda ficou atuando no All-Ittihad no início de 2003. 
Ainda em 2002, foi emprestado ao Figueirense, onde se destacou, ajudando o time a se salvar do rebaixamento. Atuou 18 vezes pelo clube e marcou oito gols.

### Passagem pela Coreia do Sul
No segundo semestre de 2004 então, Thiago acertou com o Daegu FC da Coreia do Sul. Porém não se adaptou ao país, e não se deu bem com alguns jogadores e diretores do clube coreano. Queria retornar ao Brasil. Assim, uma temporada depois, em 2005, ele acertou sua volta ao Santa Cruz onde já havia atuado no ano 2000. Ficou por lá até meados de 2006.

### Passagem pela Espanha
Foi contratado para a temporada 2006-07 pelo clube espanhol Deportivo Alavés, da Espanha. Porém este clube passava por dificuldades, e atrasava o salário dos atletas. Thiago Gentil sequer recebeu seus salários no clube, e foi dispensado no fim da temporada.
Frustrado, em setembro ele acertou com o Figueirense para o restante do ano de 2007, onde jogou muito bem sendo um dos melhores do time durante o Campeonato Brasileiro daquele ano.

### Passagem pela Grécia
No início de 2008, Thiago Gentil foi para a Grécia, atuar no desconhecido Aris Salônica, aonde jogaria ao lado de Amoroso no ataque. No clube, ficou por dois anos, viveu maus momentos em campo, sem marcar gols, e fora dele, sem receber salários.

### Coritiba
Foi contratado pelo Coritiba em junho de 2009, junto ao Aris Salônica, da Grécia.

### Passagem por Portugal
Foi contratado pelo Clube Desportivo Nacional no final de 2009.

### Barueri
Em 2012, Thiago Gentil jogou no Grêmio Barueri, onde fez apenas 2 gols e foi rebaixado na Série B do Brasileiro.

### Guarani
Thiago Gentil teve uma breve passagem pelo Guarani de Campinas, em 2013.

### Fora dos campos
Fora das quatro linhas, Gentil fez faculdade de Educação Física e cursos de Gestão Esportiva e de Futebol.
Em 2014, foi vice-campeão brasileiro de showbol pelo Palmeiras e eleito o melhor jogador da competição.
Em janeiro de 2021, assume como secretário municipal de Esportes, Cultura e Turismo de Nova Odessa.
Em maio de 2023, assumiu como diretor de futebol do Rio Branco de Americana.

## Títulos
Palmeiras
- Copa do Brasil: 1998
- Copa Mercosul: 1998
- Copa Libertadores: 1999
- Campeonato Brasileiro - Série B: 2003
- Troféu 90 Anos do Esporte Clube Taubaté: 2004

Náutico
- Campeonato Pernambucano: 2001 e 2002